# Strömgatan

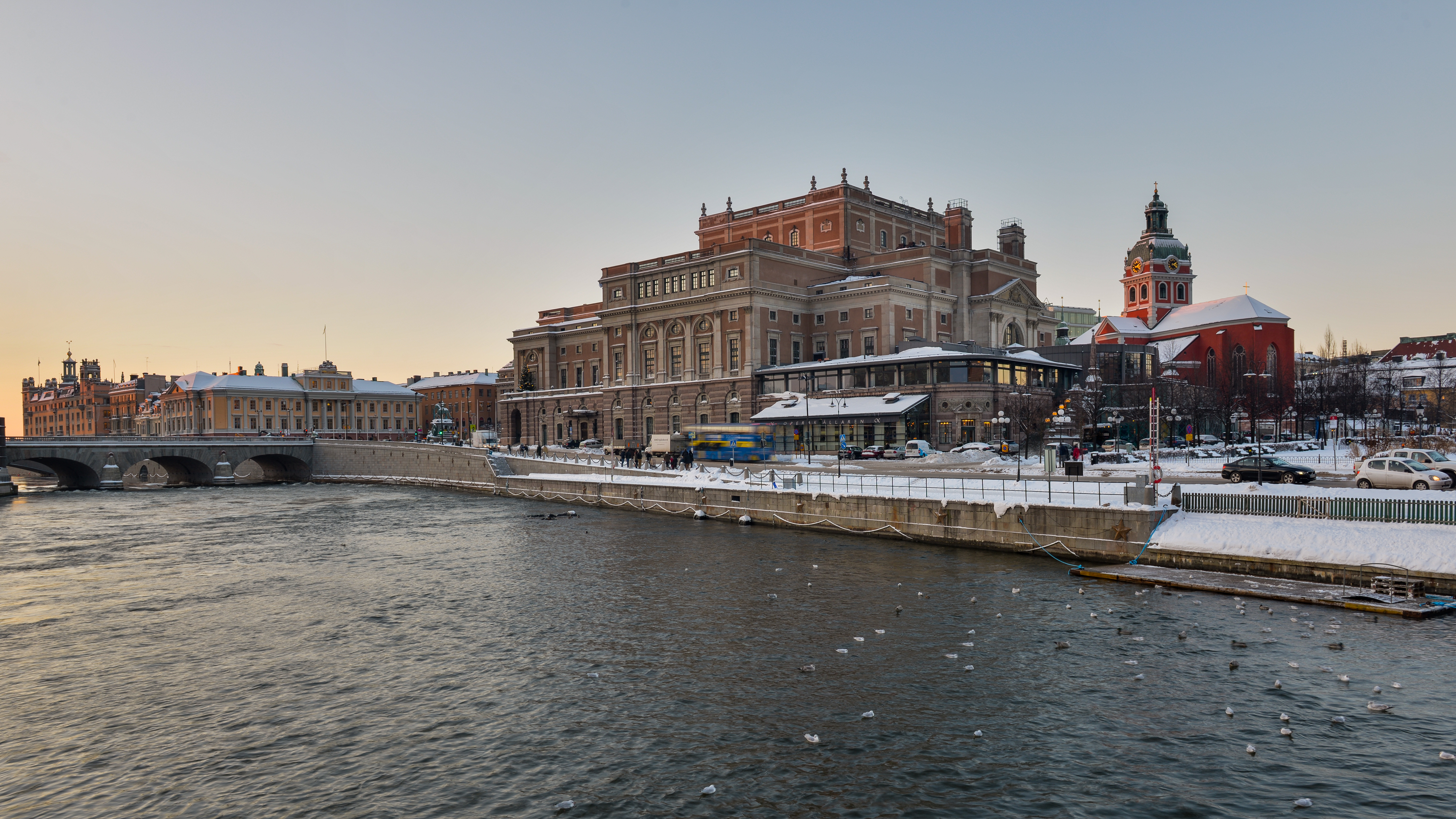
Strömgatans hela sträckning från öster med Kungsträdgården och Operan till höger och Norrbro och Rosenbad till vänster.

Strömgatan är en gata i stadsdelen Norrmalm i centrala Stockholm. Gatan sträcker sig i öst-västlig riktning längs Norrström från Kungsträdgårdsgatan/Strömbron till Rosenbad och Fredsgatan.  

## Historia
Strömgatan fick sitt namn efter Norrström och kallades redan 1663 Ströms gathun och 1742 Norr Ström Gatan. Strömgatan passerar ett antal intressanta historiska platser och byggnader i hjärtat av Stockholm. Promenerar man Strömgatan från öst mot väst leder den förbi  Strömbron och Karl XII:s torg, sedan tangerar den Kungliga Operan och Gustav Adolfs torg med Arvfurstens palats. Här utfodras Strömmens vattenfåglar vintertid. Mot syd har man en fin blick på Stockholms slott och Helgeandsholmen med Riksdagshuset. Mot norr ligger regeringskvarteren med Rosenbad och statsministerns tjänstebostad, Sagerska huset (Strömgatan 18) . Grannhuset, Strömgatan 20, är Adelswärdska huset, byggt 1890 efter ritningar av arkitekt Isak Gustaf Clason. Här korsas gatan av Drottninggatan som via Riksbron övergår i Riksgatan. Strömgatan slutar vid Centralpalatset byggt 1898 och ritat av arkitekt Ernst Stenhammar, här tar Fredsgatan och Tegelbacken vid.
Strömgatan används enligt Eniro som gatunamn i 55 orter.

## Byggnader längs gatan
Kända byggnader längs Strömgatan:
- Kungliga Operan
- Arvfurstens palats
- Sagerska huset
- Adelswärdska huset
- Rosenbad

## Bilder

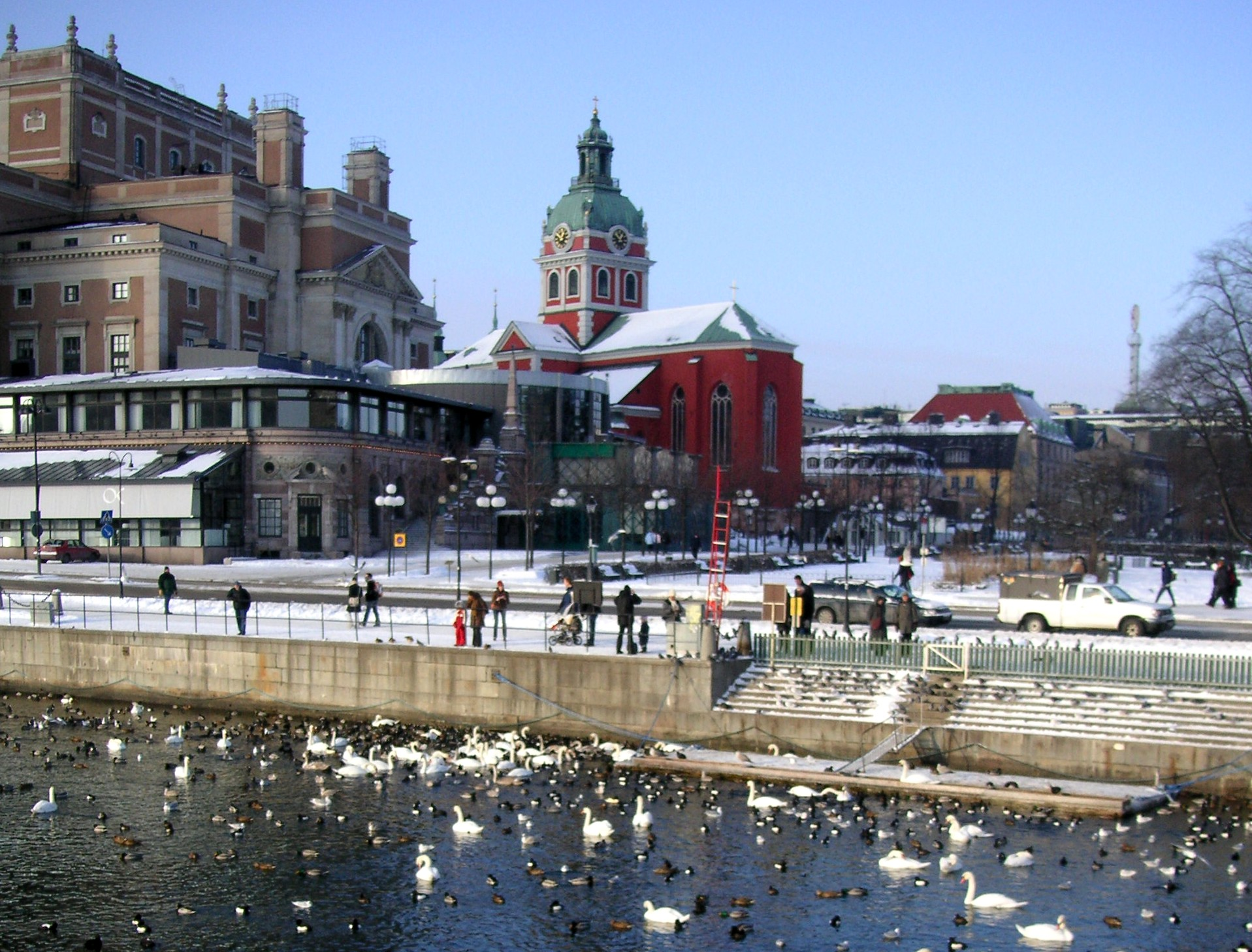
Strömgatan vid Operan, vintertid
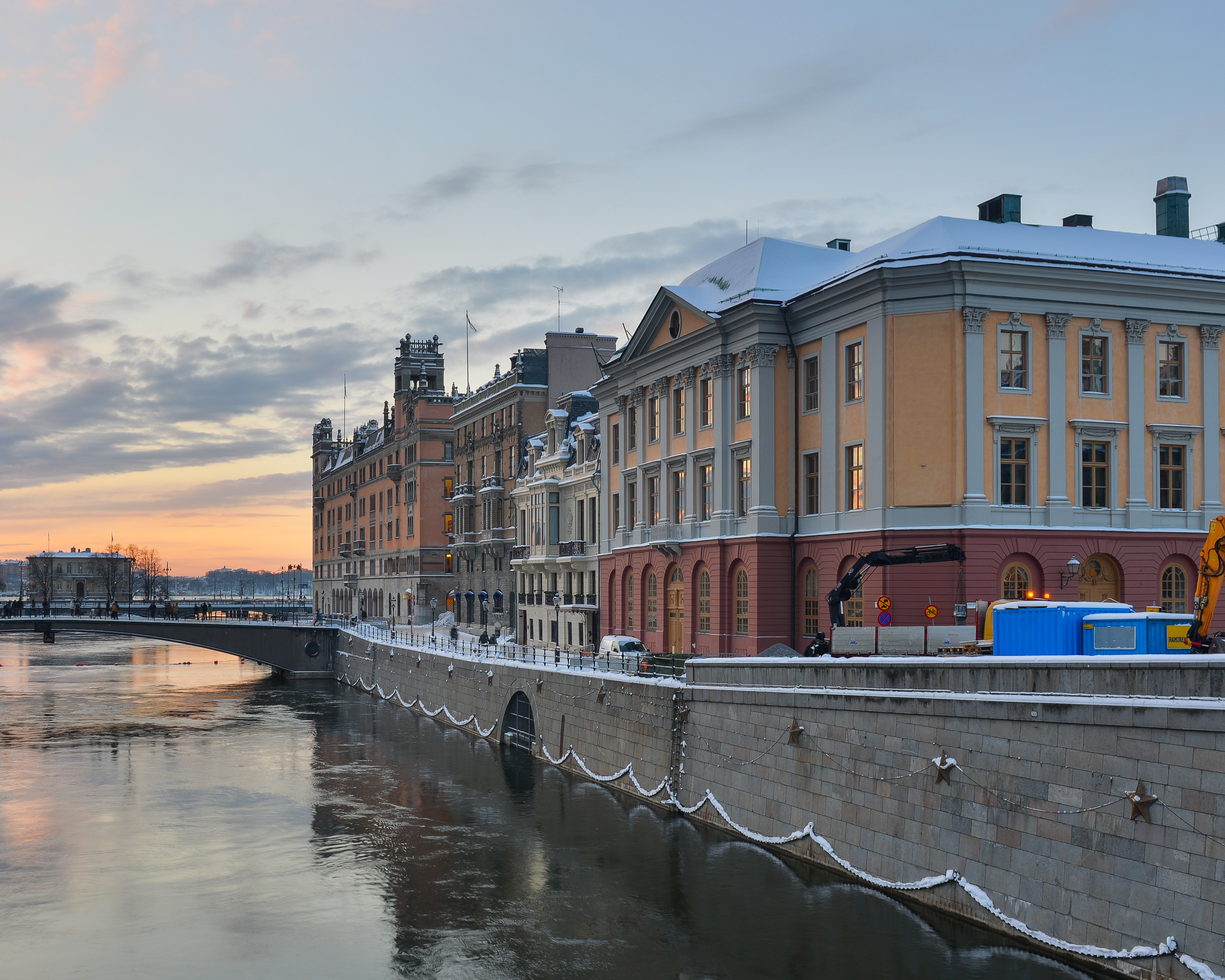
Strömgatan väster ut från Norrbro, med Arvfurstens palats, Sagerska huset, Adelswärdska huset och Rosenbad.
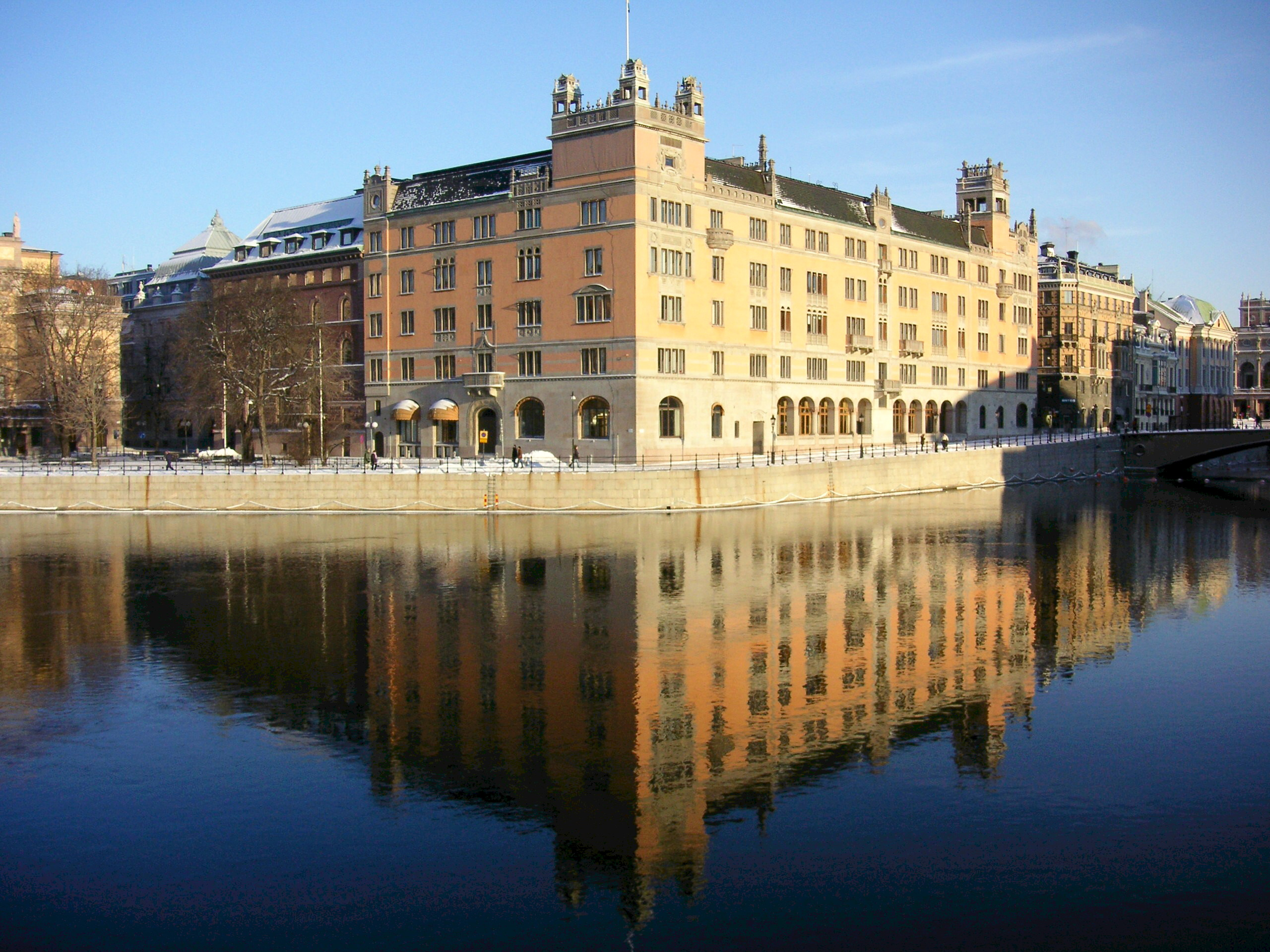
Strömgatan från väster med Rosenbad.